# Antonio Bruna
Antonio Bruna (14. únor 1895, Vercelli, Italské království – 25. prosinec 1976, Turín, Itálie) byl italský fotbalový obránce.
Fotbal začal hrát za Omegna Calcio a od roku 1919 se stal hráčem Juventusu, kde zůstal do konce kariéry, kterou musel ukončit kvůli zdraví v roce 1925.
Za reprezentaci odehrál 5 utkání, z toho 4 byli na OH 1920. Byl v nominaci na OH 1924, ale neodehrál v ní žádné utkání.

## Hráčská statistika
| Sezóna  | Klub     | Liga      | Liga   | Liga | Ligové poháry | Ligové poháry | Ligové poháry | Kontinentální poháry | Kontinentální poháry | Kontinentální poháry | Celkem | Celkem |
| Sezóna  | Klub     | Soutěž    | Zápasy | Góly | Soutěž        | Zápasy        | Góly          | Soutěž               | Zápasy               | Góly                 | Zápasy | Góly   |
| ------- | -------- | --------- | ------ | ---- | ------------- | ------------- | ------------- | -------------------- | -------------------- | -------------------- | ------ | ------ |
| 1919/20 | Juventus | 1. divize | 21     | 0    | -             | 0             | 0             | -                    | 0                    | 0                    | 21     | 0      |
| 1920/21 | Juventus | 1. divize | 10     | 0    | -             | 0             | 0             | -                    | 0                    | 0                    | 10     | 0      |
| 1921/22 | Juventus | 1. divize | 17     | 1    | -             | 0             | 0             | -                    | 0                    | 0                    | 17     | 1      |
| 1922/23 | Juventus | 1. divize | 22     | 0    | -             | 0             | 0             | -                    | 0                    | 0                    | 22     | 0      |
| 1923/24 | Juventus | 1. divize | 20     | 0    | -             | 0             | 0             | -                    | 0                    | 0                    | 20     | 0      |
| 1924/25 | Juventus | 1. divize | 7      | 0    | -             | 0             | 0             | -                    | 0                    | 0                    | 7      | 0      |
| Celkem  | Celkem   | Celkem    | 97     | 1    | -             | 0             | 0             | -                    | 0                    | 0                    | 97     | 1      |

## Hráčské úspěchy

### Reprezentační
- 2x na OH (1920, 1924)